# Mariolina Simone
Mariolina Nicotera Simone, nota anche con lo pseudonimo di LaMario (Isernia, 15 gennaio 1975), è una conduttrice radiofonica, conduttrice televisiva e autrice televisiva italiana.

## Biografia
Nata in Molise, ad Isernia, si trasferisce a Roma dove studia alla Facoltà di Lettere e Filosofia, con indirizzo Cinema e Spettacolo dell'Università La Sapienza.
Inizia la sua carriera nel mondo della televisione alla fine degli anni novanta come Vee-jay conducendo Coloradio Giallo, un programma musicale su TMC2. Successivamente sulla stessa emittente conduce Videodedica, programma di cui è anche autrice. Dal 2000 al 2001 presenta 4U e 4U estate.
Nella stagione televisiva 2003-2004 si occupa di una rubrica musicale all'interno di Domenica in condotta da Paolo Bonolis su Raiuno.
In seguito lavora su Coming Soon Television, dove è autrice e conduttrice di programmi come Home Cinema, Preview, Rivali e Cortoinprogress.
Fa parte della Giuria di Qualità della categoria "Campioni" in occasione del Festival di Sanremo 2008.
Successivamente è attiva come conduttrice radiofonica, prima su Radio Kiss Kiss dove conduce fra l'altro la trasmissione A tutte le auto Kiss Kiss ed è una della conduttrici della serata speciale Amiche per l'Abruzzo, organizzata per raccogliere fondi dopo il terremoto del 2009.
Nel 2010 è stata membro di commissione della "Sanremo Academy" per la selezione dei cantanti partecipanti alla sezione "Nuova Generazione" del Festival. È stata opinionista per le trasmissioni TV Scalo 76 ed X Factor.
In seguito lavora su m2o, dove conduce la trasmissione radiofonica pomeridiana Mario and The City.
Nel 2016 affianca Luca Barbarossa alla conduzione del Concerto del Primo Maggio.
Dall'estate 2017 conduce Quelle brave ragazze... con Veronica Maya, Arianna Ciampoli, Valeria Graci e Savino Zaba. 
Dal mese di settembre 2017 ha condotto la rubrica Cine Classic: la storia di Hollywood sul canale Cine Sony.
Dal 29 giugno 2020 al 25 giugno 2021 è stata opinionista fissa del programma Ogni mattina sul canale TV8.
Nell'estate 2022 conduce A tutta Radio 2 ogni sabato e domenica dalle 12 alle 13:30 su Rai Radio 2, riscuotendo un enorme successo di pubblico e di critica al punto che dal 17 settembre è trasmesso nel pomeriggio del sabato dalle 18 alle 19:30 (la domenica,inoltre, con Paola Perego conduce Il momento migliore).
Ha commentato con Saverio Raimondo e Diletta Parlangeli l'Eurovision Song Contest 2023.

## Televisione
- Coloradio giallo (TMC 2, 1997-1998)
- Videodedica (TMC 2, 1999-2000)
- 4U (TMC 2, 2000-2001)
- 4U Estate (TMC 2, 2001)
- Domenica in (Rai 1, 2003-2004)
- Home cinema (Coming Soon Television, 2005-2006)
- Preview (Coming Soon Television, 2006-2007)
- Cortoinprogress (Coming Soon Television, 2006-2007)
- Rivali (Coming Soon Television, 2007)
- Scalo 76 (Rai 2, 2007-2009) opinionista
- Festival di Sanremo (Rai 1, 2008) giudice di qualità
- X Factor (Rai 2, 2009) opinionista
- Concerto del Primo Maggio (Rai 3, 2016)
- Quelle brave ragazze... (Rai 1, 2017-2018)
- Cine Classic: la storia di Hollywood (Cine Sony, 2017-2019)
- Ogni mattina (TV8, 2020-2021) opinionista